# Colleen Hoover

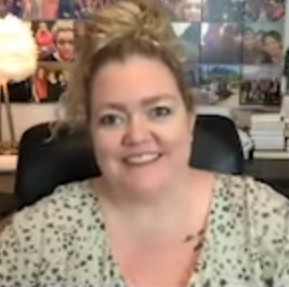
Colleen Hoover, 2022

Colleen Hoover (* 11. Dezember 1979 in Sulphur Springs, Texas) ist eine amerikanische Bestsellerautorin.
Hoover gehört mit zwanzig Romanen und Novellen zu den meistverkauften Autoren der New-York-Times-Bestsellerliste. Die Romane sind den Kategorien New Adult, Young Adult und Psychothriller zuzuordnen. Ihren ersten Roman Slammed veröffentlichte sie im Januar 2012. Die deutsche Version trägt den Titel Weil ich Layken liebe und erschien im November 2013.

## Leben
Colleen Hoover wurde 1979 in Sulphur Springs im US-Bundesstaat Texas geboren. Ihre Eltern sind Vannoy Fite und Eddie Fennell. Sie wuchs in Saltillo (Texas) auf und schloss dort im Jahr 1999 die High School ab. Im Jahr 2000 heiratete sie Heath Hoover, mit dem sie drei Söhne hat. Hoover  studierte an der Texas A&M University–Commerce und hat einen Abschluss in Social Work.
Im November 2011 begann Colleen Hoover, ihren ersten Roman Weil ich Layken liebe zu schreiben, den sie zuerst nicht veröffentlichen wollte. Nach der Veröffentlichung erhielt er fünf Sterne von der Buchbloggerin Maryse Black, die Verkaufszahlen stiegen an und der Roman wurde in die New-York-Times-Bestsellerliste aufgenommen. Im Jahr 2014 erschien der zweite Teil der Reihe „Layken und Will“.

## Auszeichnungen
| Jahr | Awards Ceremony             | Werk                                          | Kategorie                 | Ergebnis  | Ref    |
| ---- | --------------------------- | --------------------------------------------- | ------------------------- | --------- | ------ |
| 2012 | Goodreads Choice Awards     | Slammed                                       | Young Adult Fiction       | Nominiert | [ 15 ] |
| 2013 | Goodreads Choice Awards     | Losing Hope                                   | Romance                   | Nominiert | [ 16 ] |
| 2013 | Goodreads Choice Awards     | This Girl, dt.                                | Romance                   | Nominiert | [ 17 ] |
| 2014 | UtopYA Con Awards           | Maybe Someday                                 | Most Innovative Marketing | Gewonnen  | [ 18 ] |
| 2015 | Goodreads Choice Awards     | Confess                                       | Romance                   | Gewonnen  | [ 19 ] |
| 2016 | Goodreads Choice Awards     | It Ends With Us                               | Romance                   | Gewonnen  | [ 19 ] |
| 2022 | LovelyBooks Community Award | Summer of Hearts and Souls (Deutsche Ausgabe) | Jugendbuch – Belletristik | Bronze    | [ 20 ] |

## Werke
Reihe „Layken & Will – Slammed“
- 2012 Slammed
  - Weil ich Layken liebe. dtv Verlagsgesellschaft, München 2013, ISBN 978-3-4237-1562-1.
- 2012 Point of Retreat
  - Weil ich Will liebe. dtv Verlagsgesellschaft, München 2014, ISBN 978-3-4237-1584-3.
- 2013 This Girl
  - Weil wir uns lieben. dtv Verlagsgesellschaft, München 2015, ISBN 978-3-4237-1640-6.

Reihe „Sky & Holder – Hopeless“
- 2013 Hopeless
  - Hope forever. dtv Verlagsgesellschaft, München 2014, ISBN 978-3-4237-1606-2.
- 2013 Losing Hope
  - Looking for Hope. dtv Verlagsgesellschaft, München 2015, ISBN 978-3-4237-1625-3.

Spin-Off:
- 2014 Finding Cinderella
  - Finding Cinderella. dtv Verlagsgesellschaft, München 2016, ISBN 978-3-4237-1714-4.
- 2019 Finding Perfect
  - Finding Perfect. dtv Verlagsgesellschaft, München 2021, ISBN 978-3-4234-3977-0

Reihe „Sydney & Ridge – Maybe“
- 2014 Maybe Someday
  - Maybe Someday. dtv Verlagsgesellschaft, München 2016, ISBN 978-3-4237-4018-0.
- 2014 Maybe Not
  - Maybe Not. dtv Verlagsgesellschaft, München 2017, ISBN 978-3-4237-1725-0.
- 2018 Maybe Now
  - Maybe Now. dtv Verlagsgesellschaft, München 2019, ISBN 978-3-4237-4050-0.

Reihe „Lily, Ryle und Atlas“
- 2016 It Ends with Us
  - Nur noch ein einziges Mal. dtv Verlagsgesellschaft, München 2017, ISBN 978-3-4237-4030-2.
- 2022 It Starts with Us
  - Nur noch einmal und für immer. dtv Verlagsgesellschaft, München 2022, ISBN 978-3-4232-8311-3.

Weitere Romane
- 2014: Ugly Love
  - Zurück ins Leben geliebt. dtv Verlagsgesellschaft, München 2016, ISBN 978-3-4237-4021-0.
- 2015 Confess
  - Love and Confess. dtv Verlagsgesellschaft, München 2015, ISBN 978-3-4237-4012-8.
- 2015 November 9
  - Nächstes Jahr am selben Tag. dtv Verlagsgesellschaft, München 2017, ISBN 978-3-4237-4025-8.
- 2016 Too Late
  - Too Late. dtv Verlagsgesellschaft, München 2019, ISBN 978-3-4237-9044-4.
- 2017 Without Merit
  - Die tausend Teile meines Herzens. dtv Verlagsgesellschaft, München 2018, ISBN 978-3-4237-4041-8.
- 2018 All your Perfects
  - Was perfekt war. dtv Verlagsgesellschaft, München 2019, ISBN 978-3-4232-3001-8.
- 2019 Regretting You
  - All das Ungesagte zwischen uns. dtv Verlagsgesellschaft, München 2020, ISBN 978-3-4232-3022-3.
- 2020 Heart Bones
  - Summer of Hearts and Souls. dtv Verlagsgesellschaft, München 2022, ISBN 978-3-4237-4078-4.
- 2020 Layla
  - Layla. dtv Verlagsgesellschaft, München 2021, ISBN 978-3-423-26308-5.
- 2022 Reminders of Him, ISBN 978-1-5420-2560-7.
  - Für immer ein Teil von dir. dtv. Verlagsgesellschaft, ISBN 978-3-4232-6330-6
- 2023 Heart Bones, ISBN 978-1-6680-2191-0.

Roman mit Tarryn Fisher
- 2015 Never Never
  - Never Never. dtv Verlagsgesellschaft, München 2018, ISBN 978-3-4237-4034-0.

Psychothriller
- 2018 Verity
  - Verity. dtv Verlagsgesellschaft, München 2020, ISBN 978-3-4232-3012-4.